# Madre de Deus (ort)
Madre de Deus är en ort i Brasilien.   Den ligger i kommunen Madre de Deus och delstaten Bahia, i den östra delen av landet, 1 100 km öster om huvudstaden Brasília. Madre de Deus ligger 2 meter över havet och antalet invånare är 14 887.
Terrängen runt Madre de Deus är platt. Havet är nära Madre de Deus åt sydväst. Närmaste större samhälle är São Francisco do Conde, 14,1 km nordväst om Madre de Deus. 